# Юдинка (Курська область)
Юдинка (рос. Юдинка) — присілок в Черемисиновському районі Курської області Російської Федерації.
Населення становить 84 особи. Входить до складу муніципального утворення Стакановська сільрада.

## Історія
Населений пункт розташований на території українського етнічного та культурного краю Східна Слобожанщина.
Від 2004 року входить до складу муніципального утворення Стакановська сільрада.

## Населення
| 2002 | 2010 |
| ---- | ---- |
| 120  | ↘84  |